# تشارلز بينيت سميث
تشارلز بينيت سميث (بالإنجليزية: Charles Bennett Smith) هو سياسي أمريكي، ولد في 14 سبتمبر 1870، وتوفي في 21 مايو 1939. حزبياً، نشط في الحزب الديمقراطي. وقد انتخب عضو مجلس النواب الأمريكي.